# Laumière (métro de Paris)
Laumière est une station de la ligne 5 du métro de Paris, située dans le 19e arrondissement de Paris.

## Situation
La station est implantée au sud-est du quartier de la Villette à sa limite administrative avec le quartier du Combat, non loin de leurs limites respectives avec le quartier d'Amérique au sud-est. Elle se trouve sous l’avenue Jean-Jaurès au débouché de l’avenue de Laumière. Approximativement orientée selon un axe nord-est/sud-ouest, elle s'intercale entre les stations Ourcq et Jaurès.

## Histoire
La station est ouverte le 12 octobre 1942, en pleine Seconde Guerre mondiale, avec la mise en service de l'avant-dernier prolongement de la ligne 5 depuis Gare du Nord jusqu'à Église de Pantin. Cette extension est alors permise par la cession définitive du tronçon entre Étoile (actuelle station Charles de Gaulle - Étoile) et Place d'Italie de la ligne 5 à la ligne 6, intervenue le 6 octobre précédent, ce qui évite ainsi de rallonger excessivement les temps de parcours sur ladite ligne 5.
Dans les plans initiaux, la localisation de la station était un temps envisagée sous la place Roger-Madec afin de desservir au plus près la mairie du XIXe arrondissement, moyennant un tracé tortueux sous les rues Armand-Carrel et Meynadier notamment (d'où son nom de projet Meynadier), finalement écarté au profit d'un parcours plus rectiligne suivant l'avenue Jean-Jaurès sur toute sa longueur.
La station doit sa dénomination à sa proximité avec l'avenue de Laumière, laquelle rend hommage au général d'artillerie français Xavier Jean Marie Clément Vernhet de Laumière (1812-1863).
Comme un tiers des stations du réseau entre 1974 et 1984, les quais sont modernisés par l'adoption du style décoratif « Andreu-Motte », de couleur verte avec le maintien des faïences biseautées d'origine en l'occurrence. Dans le cadre du programme « Renouveau du métro » de la RATP, les couloirs et la salle de distribution de la station sont rénovés à leur tour le 31 mai 2002.
Le 1er avril 2017, la RATP détourne le nom de la station en l'intégrant à une phrase humoristique afin de faire un poisson d'avril le temps d'une journée, comme dans huit autres stations sur le réseau. Par jeu de mots, Laumière devient ainsi : « Qui a éteint la Laumière ? »
Fin 2018, les quais se voient retirer leurs banquettes maçonnées de style « Motte » en carrelage vert plat, de même que les sièges « coque » caractéristiques de même teinte dont elles étaient surmontées jusqu'alors, lesquels sont remplacés par des assises contemporaines « Akiko » de couleur verte également afin de s'harmoniser avec la teinte des bandeaux d'éclairage.

### Fréquentation
Selon les estimations de la RATP, la station a vu entrer, 4 325 317 voyageurs en 2019, ce qui la place à la 106e position des stations de métro pour sa fréquentation. En 2020, avec la crise du Covid-19, son trafic annuel tombe à 2 107 812 voyageurs, la reléguant alors au 115e rang, avant de remonter progressivement en 2021 avec 3 258 568 entrants comptabilisés, ce qui la classe à la 94e position des stations du réseau pour sa fréquentation cette année-là.

## Services aux voyageurs

### Accès
La station dispose de trois bouches de métro, dont deux accès principaux et une sortie secondaire, tous agrémentés d'une balustrade en fer forgé de style Dervaux :
- l'accès no 1 « Avenue Jean Jaurès - Gymnase », constitué d'un escalier fixe orné d'un candélabre Dervaux, débouchant au droit du gymnase Jean-Jaurès au no 87 de l'avenue précitée ;
- l'accès no 2 « Avenue de Laumière », également constitué d'un escalier fixe doté d'un mât Dervaux, se trouvant face au no 34 de cette avenue ;
- l'accès no 3 « Rue de Meaux », constitué d'un escalier mécanique montant permettant uniquement la sortie, se situant au droit des nos 41 et 43 de l'avenue de Laumière.

Accès à la station
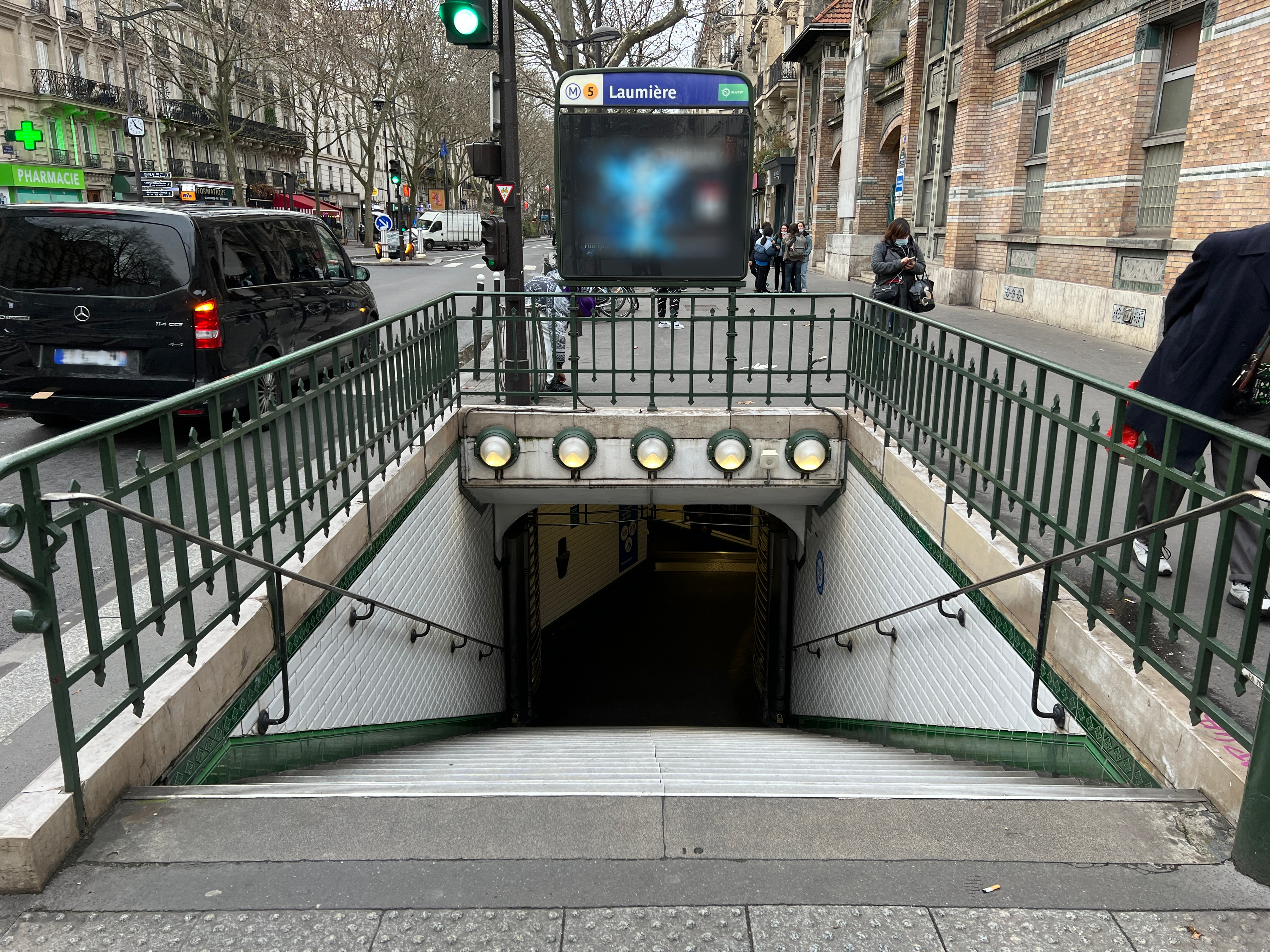
L'accès no 1, « Avenue Jean-Jaurès ».
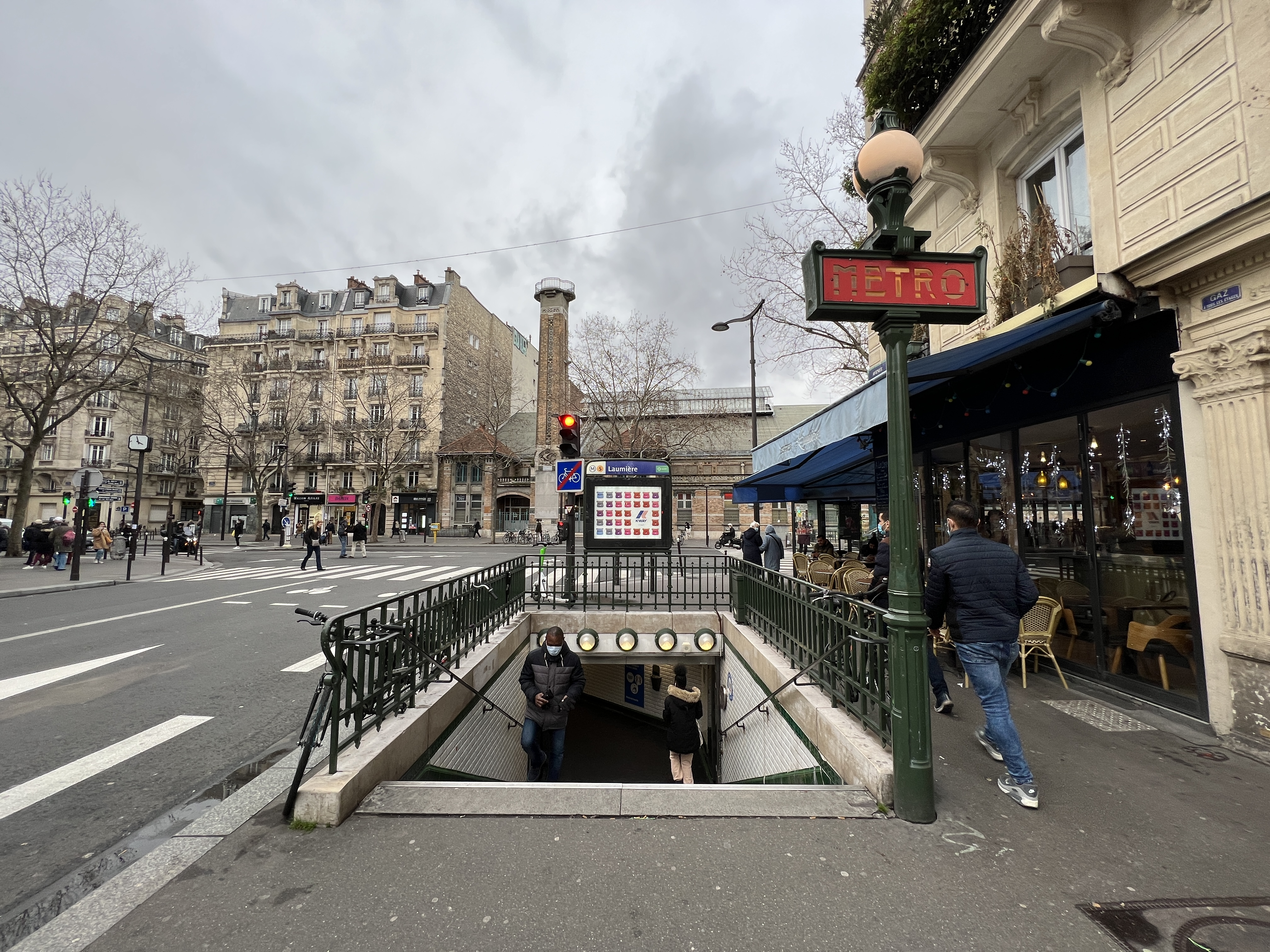
L'accès no 2, « Avenue de Laumière ».
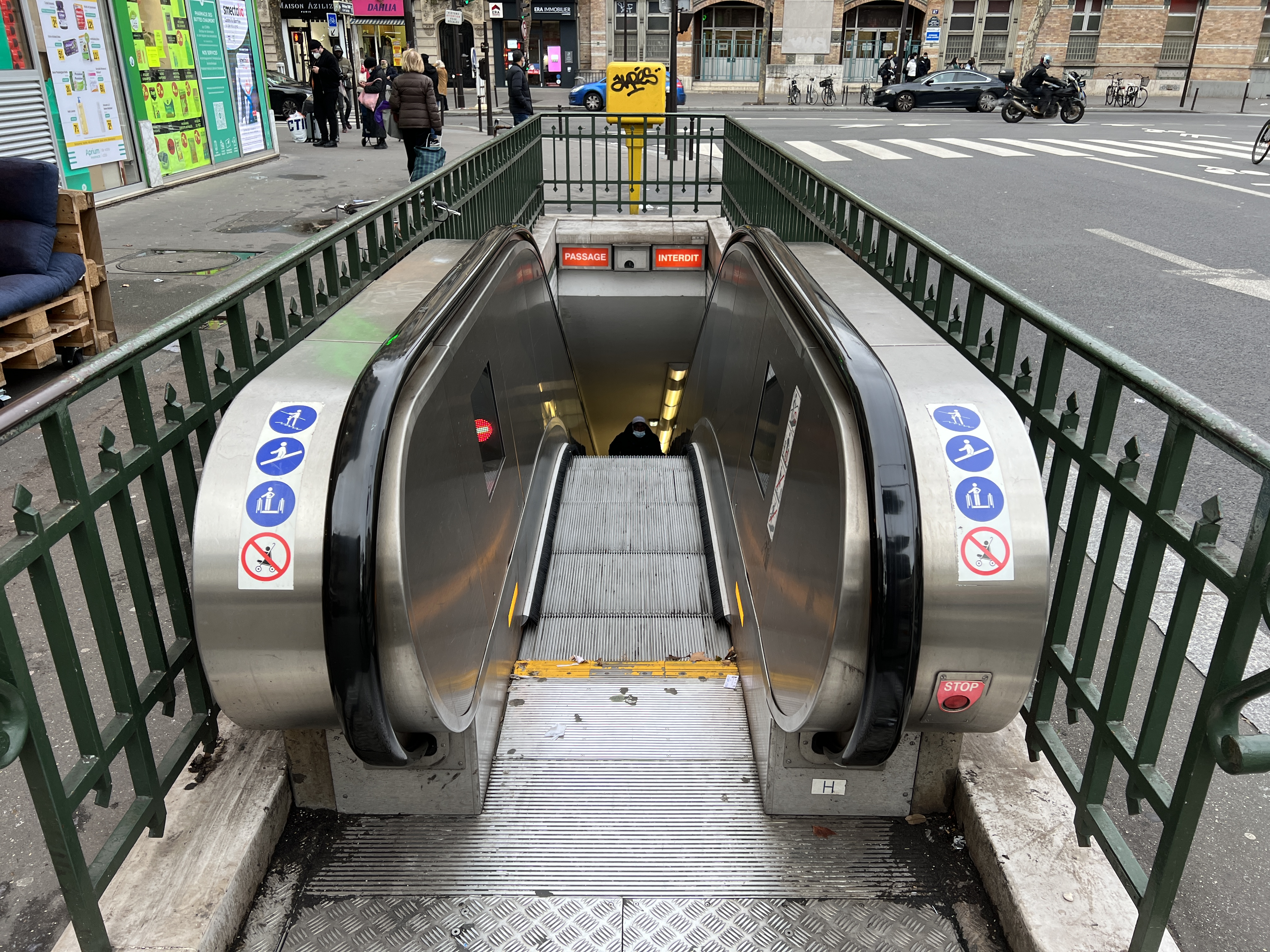
La sortie no 3, « Rue de Meaux ».

### Quais
Laumière est une station de configuration standard pour le métro de Paris : elle possède deux quais, d'une longueur conventionnelle de 75 mètres, séparés par les voies du métro situées au centre et la voûte est elliptique. Elle se distingue toutefois par la partie inférieure de ses piédroits qui est verticale et non courbée. La décoration est de style « Andreu-Motte » de couleur verte, mais dont seules subsistent les deux rampes lumineuses, des sièges « Akiko » verts ayant remplacé les banquettes en carrelage vert plat et sièges « Motte » de même teinte. Ces aménagements sont mariés avec les carreaux en céramique blancs biseautés qui recouvrent les piédroits, la voûte, les tympans ainsi que les débouchés des couloirs. Le nom de la station est incorporé dans la céramique murale, tandis que les cadres publicitaires sont en faïence de couleur cuivre à motifs géométriques sobres, surmontés de la lettre « M », selon le style décoratif des années 1940 de la CMP d'origine. Ces mêmes cadres ne sont présents que dans sept autres stations du métro parisien et notamment les deux stations suivantes de la ligne 5, Jaurès et Stalingrad. Avec cette dernière, ce sont les deux seules stations du réseau associant une décoration de type « Andreu-Motte » à ces cadres publicitaires particuliers.

Quais de la station
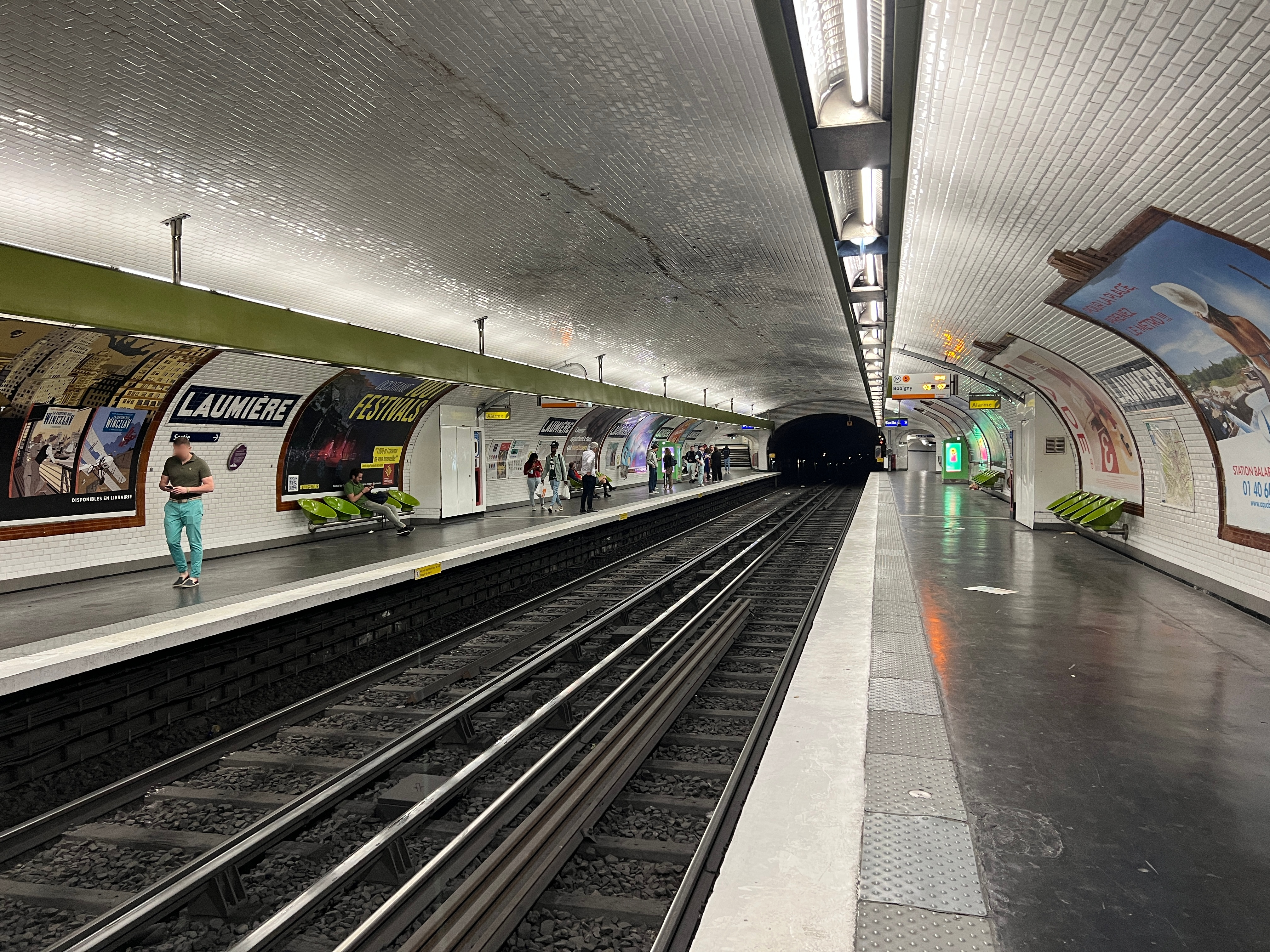
Les quais vus en direction de Bobigny - Pablo Picasso.
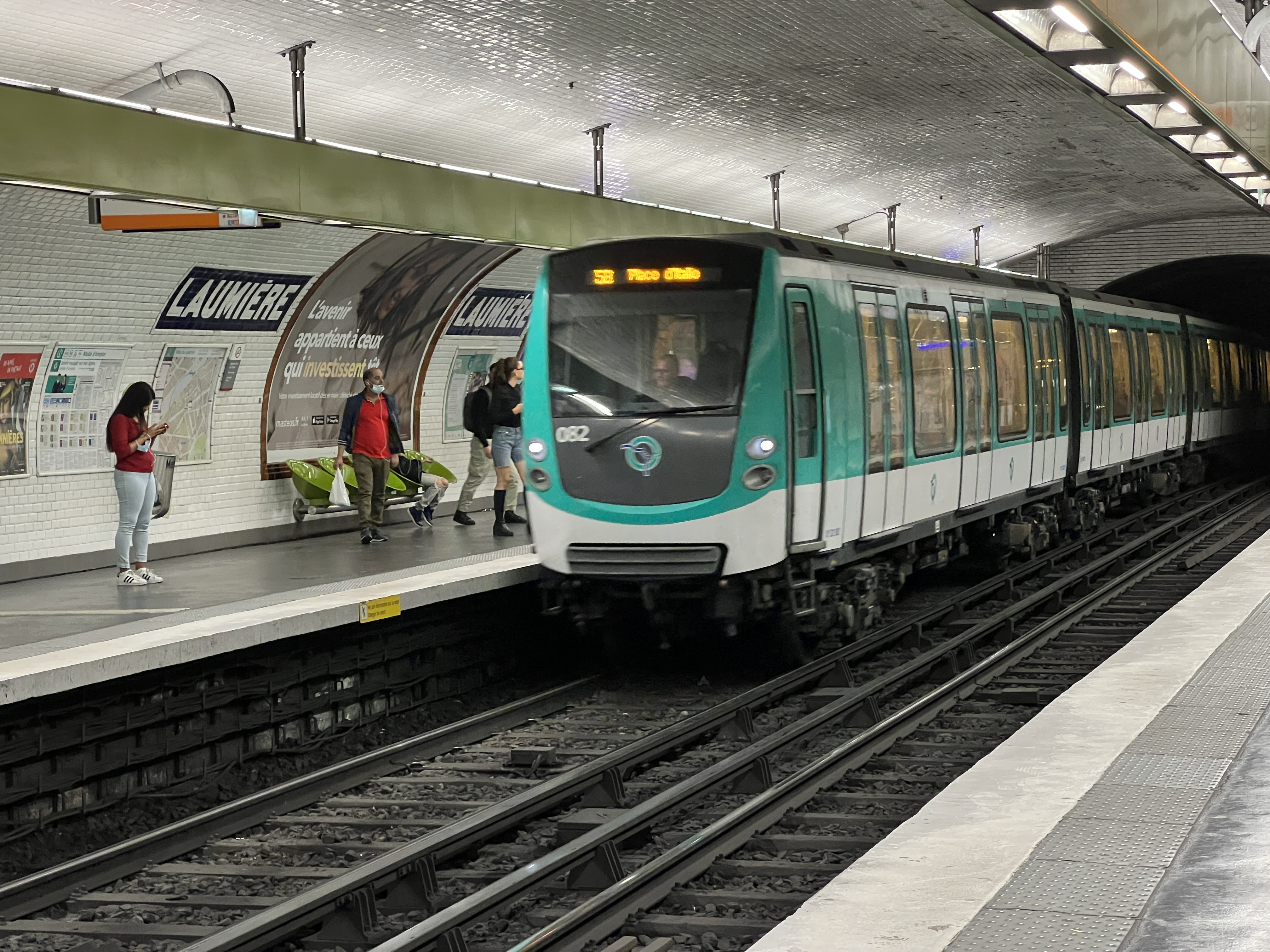
Rame MF 01 entrant en station en direction de Place d'Italie.
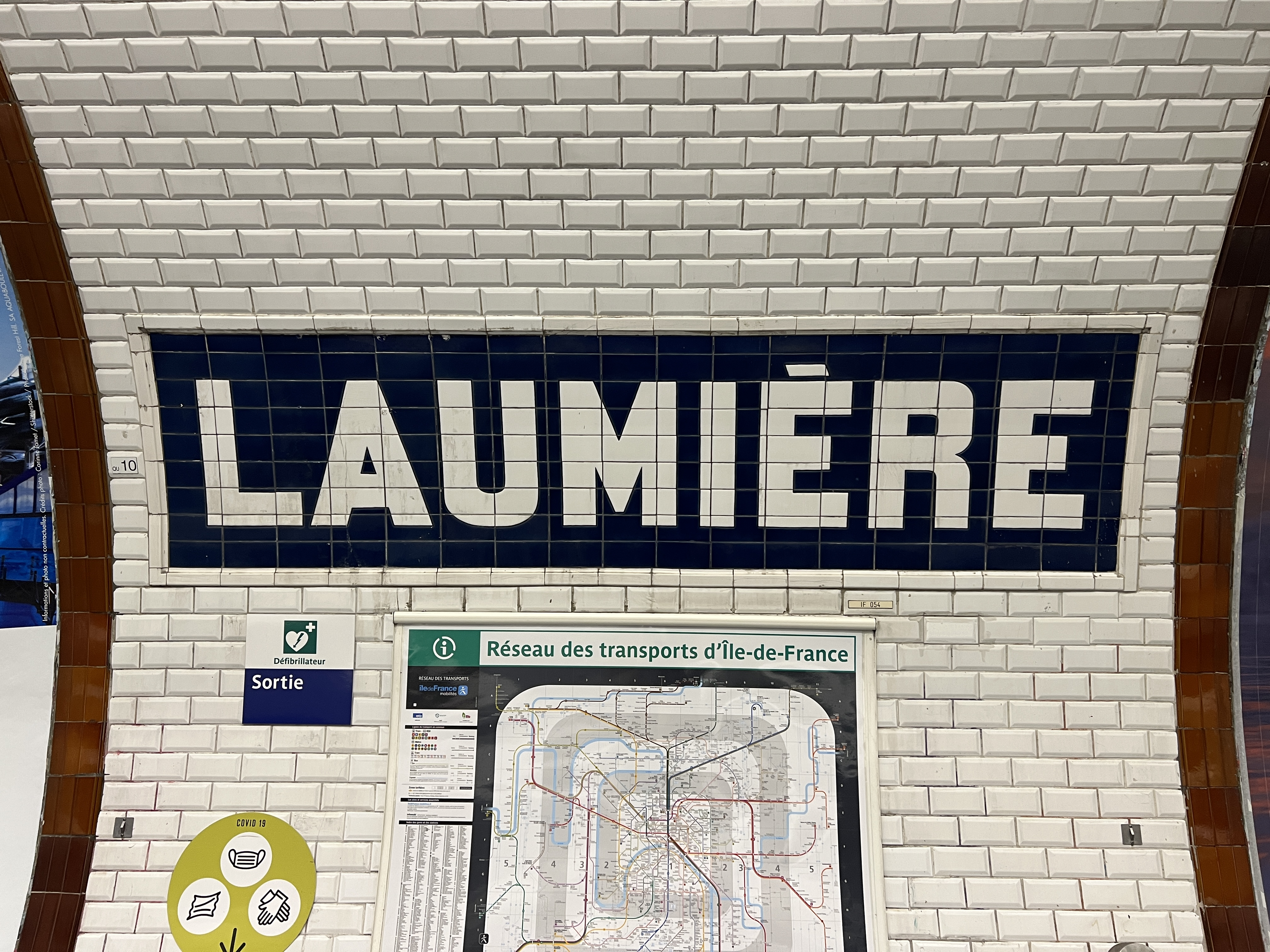
Faïence murale incorporant le nom de la station.

### Intermodalité
La station est desservie par la ligne 60 du réseau de bus RATP et, la nuit, par les lignes N13, N41 et N45 du réseau Noctilien.

## À proximité
- Bassin de la Villette
- Canal de l'Ourcq
- Parc des Buttes-Chaumont
- Square Édith-Girard (anciennement square du Quai-de-la-Loire)
- Pont levant de la rue de Crimée
- Mairie du 19e arrondissement de Paris
- Square Marcel-Mouloudji
- Institut de théologie orthodoxe Saint-Serge
- Théâtre des Artisans
- Square Serge-Reggiani
- Église Saint-Jacques-Saint-Christophe de la Villette
- Cours Florent (site de l'avenue Jean-Jaurès)
- Collège Édouard-Pailleron
- Église luthérienne Saint-Pierre